# もみじ饅頭

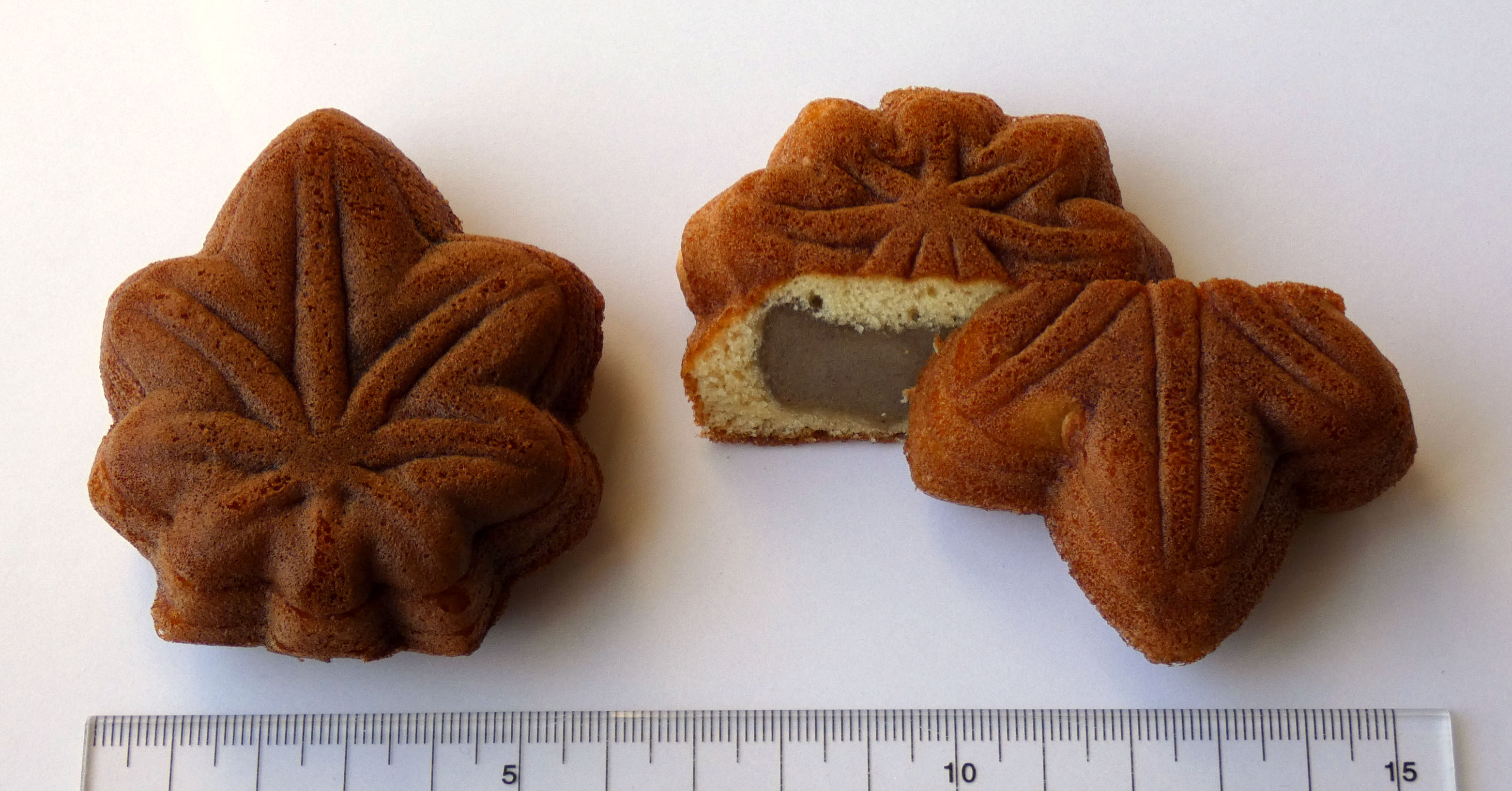

もみじ饅頭（もみじまんじゅう）は、饅頭の一種。もみじをかたどった焼饅頭の一種であり、広島県厳島（宮島）の名産品である。1906年（明治39年）の誕生から2025年（令和7年）で120年の歴史を持つ。

## 概要
日本三景のひとつ、厳島（安芸の宮島）の名物であり土産品である。現在では宮島のみならず広島県を代表する土産菓子として全国的に知名度が高い。広島土産と言えば、真っ先に名前が挙がる。2009年に朝日新聞が会員サービス「アスパラクラブ」内で行ったアンケート調査「日本一のまんじゅうは?」で全国1位、各種の「全国お土産ランキング」でも上位の常連で、1位をとることもある。
もみじ饅頭は明治時代後期の和菓子職人、高津常助によって考案されたが（→「歴史」節参照）、独占をしなかったため、大手もみじ饅頭メーカーや宮島島内の小規模メーカーの他、イオンやセブン&アイ・ホールディングスのような流通企業のプライベートブランドからも同一の「もみじ饅頭」の名称で製造・販売されている。知名度のある土産物は単一メーカーの製造ということも多く（赤福餅・ロイズの生チョコ・名菓ひよ子（ひよ子饅頭）など）、「お土産ランキング」ではもみじ饅頭が不利になるという指摘もある。複数のメーカーのもみじ饅頭を比べる楽しみがあるともいえる。
宮島には焼きたてのもみじ饅頭を供する店舗が軒を連ねている。

## 名称
宮島にある紅葉の名所、紅葉谷（もみじだに）にちなんだ名物ということで名付けられた（起源の節参照）。表記は「もみじ饅頭」が一般的だが、商品によっては「もみじまんじゅう」とも表記する（後藤製菓、藤い屋など）。これは他の多くの饅頭と同様、土産品として親しみをもたせるために平仮名で表記していると考えられる。「紅葉饅頭」や「紅葉まんじゅう」とは通常は表記しない。元祖の高津堂は「もみぢ饅頭」と、「じ」ではなく「ぢ」で表記している。
略称として、「もみまん」と呼ばれることがある。
「もみまんソフト」というもみじ饅頭味のソフトクリームや、老舗である後藤製菓から萌えイラストをあしらった「もみまん。」なる商品が発売されるなど、「もみまん」の語が公然と使用される例が出てきている。

## 構造

### 製法
小麦粉・卵・砂糖・蜂蜜を原料とするカステラ状の生地で餡を包み、モミジの葉をかたどった型に入れて焼き上げる。餡はこしあんが基本で、製法についてはどの製造元でもほぼ同一である。
1960年代までは、一つ一つ手で焼き型を押さえて焼き上げていたが、大型の機械で焼き型を次々に回転させる「もみじ饅頭焼成機」を広島市内の業者が開発してから、どの店でも一定の品質を保ったもみじ饅頭の製作が可能になった。機械の開発に合わせて餡を大量・均質に整形する必要が出てきたため、宮島の菓子組合加盟10社が共同で餡の自動整形機を開発するということもあった。現在の焼成機はガス加熱式が主流で、多いものは1時間あたり2500個の製造能力がある。島内のもみじ饅頭メーカーや土産品店の店頭では、この焼成機で次々にもみじ饅頭ができる様子を見ることができる。島外でも、広島駅前の福屋百貨店や山陽自動車道の福山サービスエリア上り線などで見られる。
現在でも少数ながら、職人が店頭で焼き型を使って手焼きし、販売している店舗もある（「ミヤトヨ本店」ほか）。宮島島内にはもみじ饅頭手焼き体験ができる施設もある。

### 種類
誕生当初は「こしあん」入り・カステラ状生地の焼き饅頭のみであった。現在ではこれに加えて、非常に多くのバリエーションがある。商品名は店によって異なるが、チーズ入りなら「チーズもみじ」、抹茶あん入りなら「抹茶もみじ」というように、「○○もみじ」という名称で呼ぶことが一般的である。2000年代に入ると、餡の種類だけでなく生地を変えたり（例：黒もみじ）、製法に変化を取り入れたり（例：生もみじ・揚げもみじ）といった工夫も見られる。

#### 餡のバリエーション

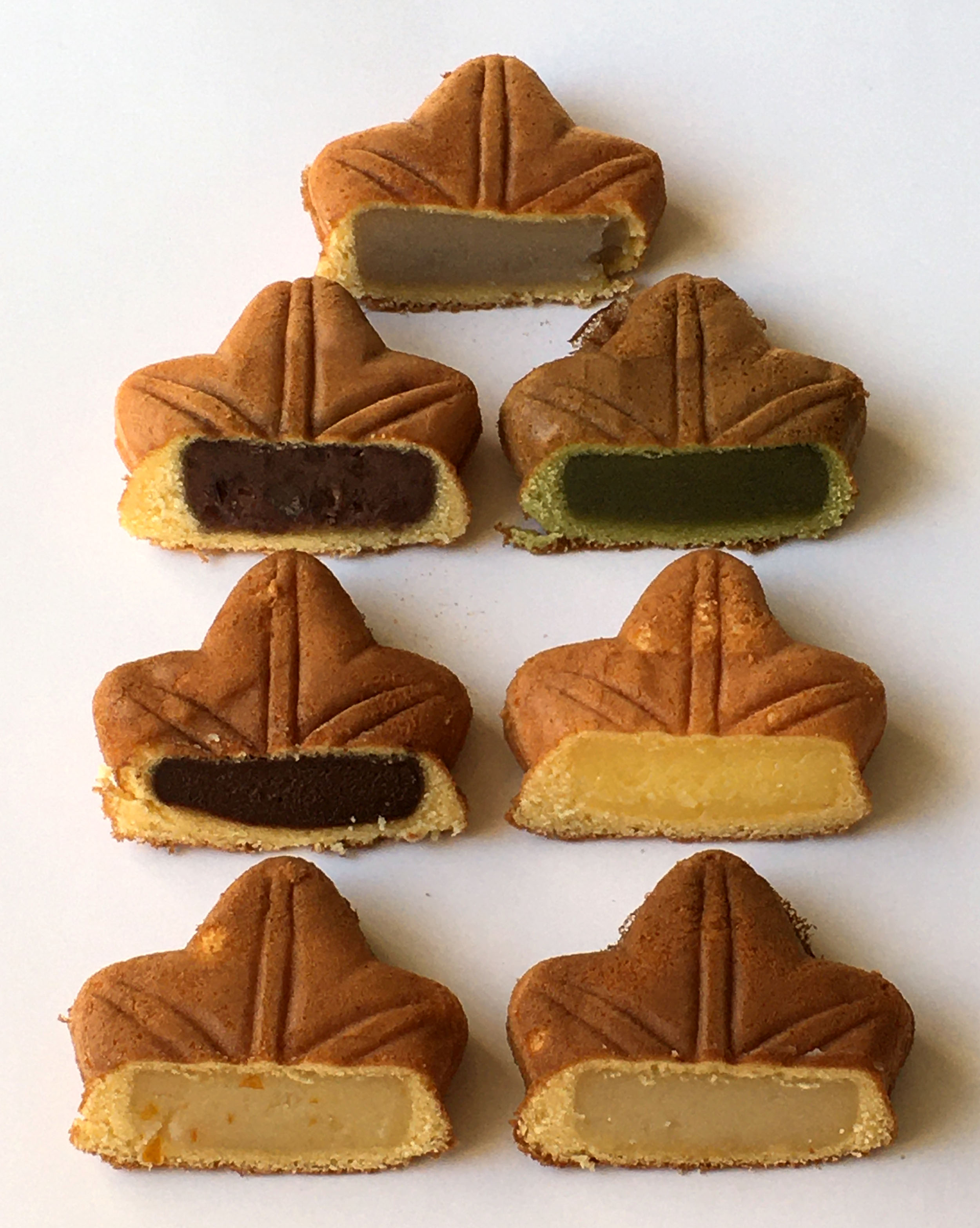
様々な餡の例

- こしあん……もみじ饅頭が誕生した1906年当時からの、もみじ饅頭の基本とされる餡。
- つぶあん……昭和初期、高松宮宣仁親王が厳島を訪問した際、所望したのがきっかけで誕生した。
- 白あん・抹茶あん・栗あん……第二次世界大戦後に考案された。最中や栗まんじゅうなど、各地の銘菓を参考にしたもの。
- チーズ……1984年、もみじ饅頭のブームが到来した際に考案された、最初の変わり種あん。食べる際に電子レンジで1個10～20秒加熱（500W）すると、チーズがとろけておいしくなる。
- チョコレート……1984年、チーズ入りとほぼ同時期に登場し、扱う店舗数もチーズ入りと同程度である。これも、少し温めるとチョコレートクリームがとろけておいしい。また、冷凍庫で冷やしても味わいがよい。
- クリーム……カスタードクリームが入っている。チーズ、チョコレートより遅れて登場した。
- その他……角切りりんご、餅、クリームチーズ、芋あんなど[8][9]、常に新商品の開発が続いている。

#### 生地のバリエーション
- 黒もみじ（やまだ屋より2008年1月1日発売[17]）は、生地に竹炭パウダーを加えて黒くしたもの。2007年秋冬は「黒が流行、ブーム」とされており[18]、これに健康に良いイメージのある竹炭を合わせたものである。

- 生もみじ（にしき堂より2009年発売）は、和菓子風の餅生地を使用している。餡の種類はこしあんとつぶあん、および抹茶あんの3種類。[19]

#### 製法のバリエーション
- 揚げもみじ（紅葉堂の登録商標、2002年発売）は、通常のもみじ饅頭を油で揚げたもの。詳細は揚げもみじの項を参照。紅葉堂の揚げもみじ。

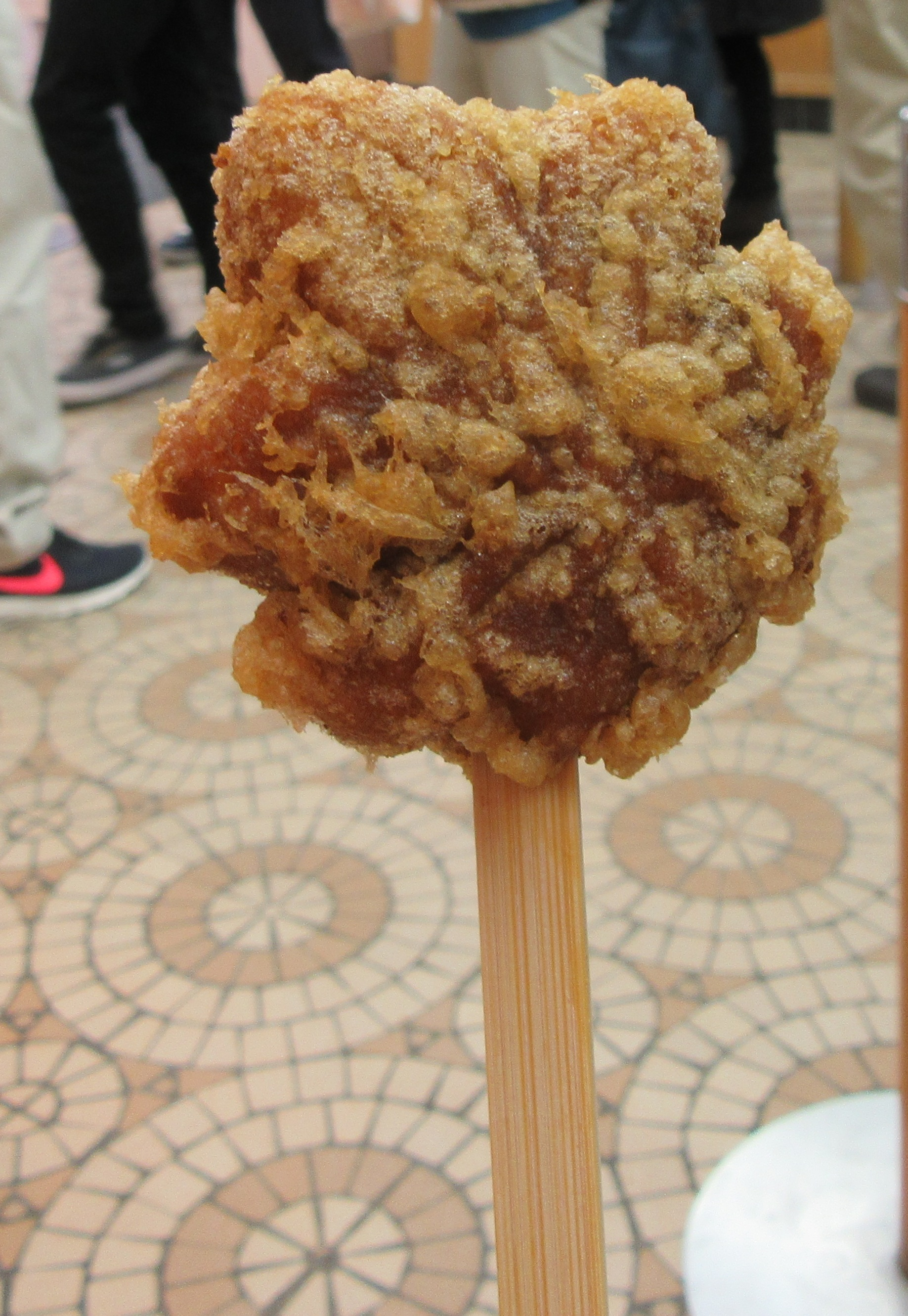
紅葉堂の揚げもみじ。

### 入手方法
宮島島内やJRおよび広電宮島口駅、土産物店のほか広島市内の百貨店や広島駅ビル、メーカー直営店で豊富な種類が手に入る。山陽新幹線の車内販売メニューにもある。
福山市などの広島県東部（備後地方）でも有名メーカーのものが多く売られている。県外では広島県のアンテナショップや一部のコンビニエンスストア（ファミリーマートなど）で売られているほか、大手流通企業のプライベートブランドの菓子商品にもみじ饅頭が入っていることがある。
商品やメーカーにより、
通信販売で購入する事も出来る。

## 歴史

### 由来

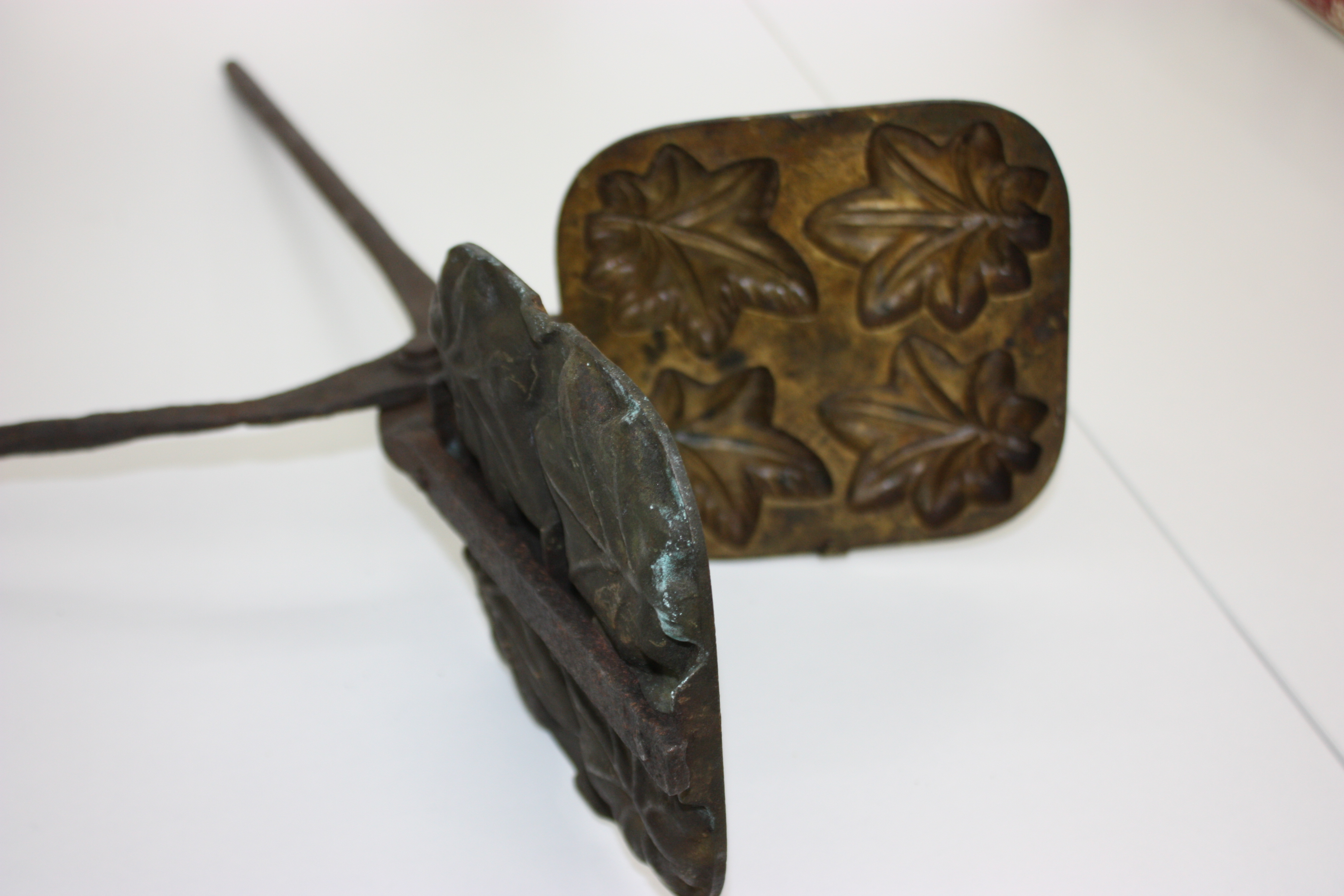
現存する高津常助のもみぢ饅頭の焼き型

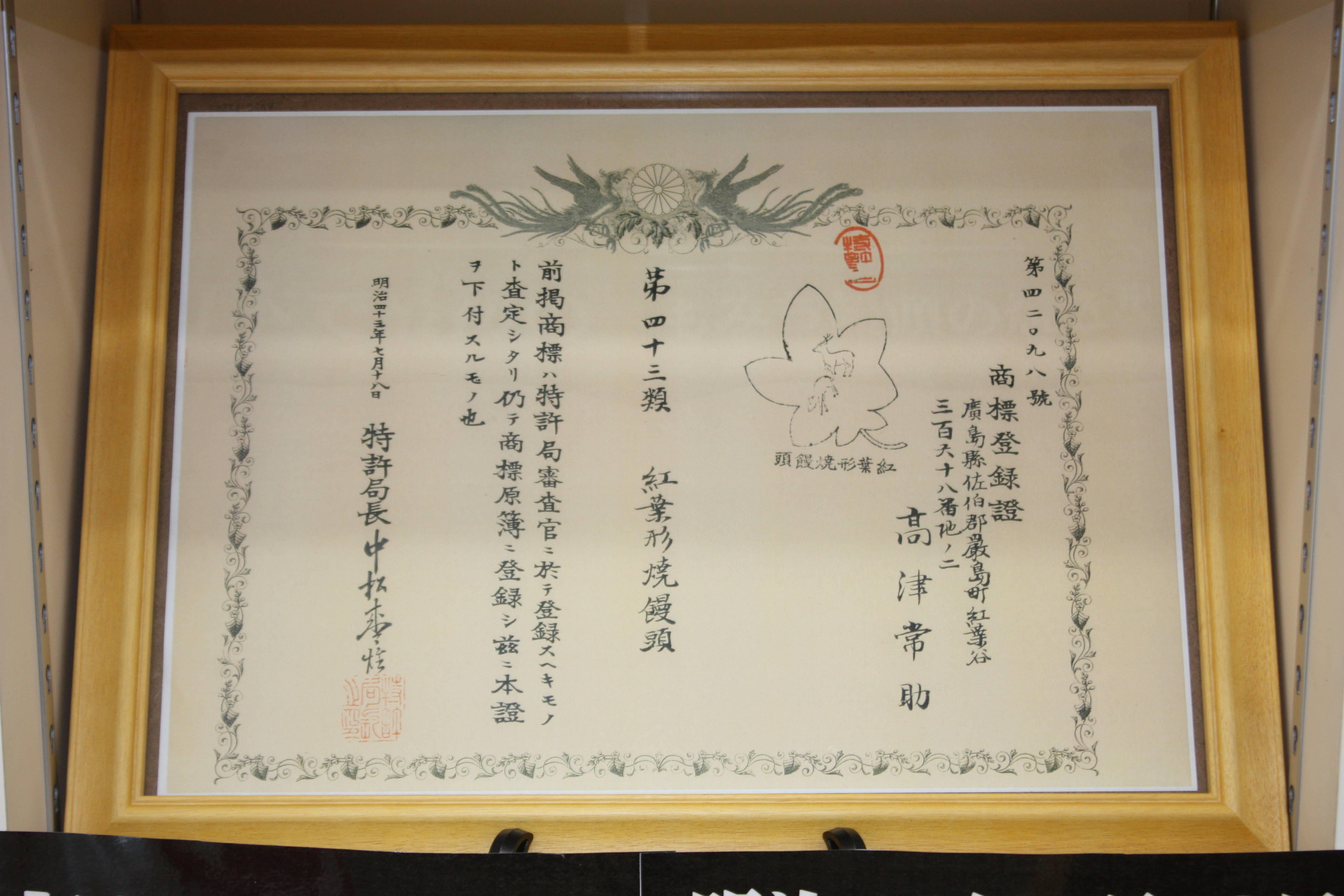
現存する「紅葉形焼饅頭」の商標登録証

もみじ饅頭を発案した人物は明治後期の厳島（宮島）の和菓子職人、高津常助とされている。島内の名所・紅葉谷の旅館「岩惣」は安政元年（1854年）創業で、皇太子である嘉仁親王（後の大正天皇）や大韓帝国皇太子（のちの純宗）・伊藤博文・夏目漱石ら要人が多く投宿していたが、中でも伊藤博文公は大の厳島びいきで知られ、岩惣に何度も宿泊していた。そこで4代目女将の栄子が「岩惣でしか味わえない菓子をお出しできないか」と考え。当時岩惣に和菓子を納入していた高津に「大切なお客様への手土産に、紅葉谷の名にふさわしい菓子が作れないか」と依頼した。常助は試行錯誤の結果1906年（明治39年）「紅葉形焼饅頭」を完成させた。これは長崎産の蜂蜜や国産の卵と牛を使ったカステラ生地の中にこし餡をいれたモダンな菓子で、当時としては大変ハイカラなものだった。4年後の1910年（明治43年）7月18日には商標登録しており、この商標登録証は常助の孫の元に残っている。このとき登録された焼き型は「7つの切れ込みのある葉に短い葉柄があり、二頭の鹿を描いた」という凝った意匠であり、今日のもみじ饅頭とはやや趣が異なるが、しばらくして高津はより現在の形に近い焼き型を使い始め、この焼き型も商標登録証とともに保管され現存している。呼び名も、常助の代にはすでに「もみじ饅頭」と呼ばれ始めていたと本人が子孫に語っている。常助の孫である加藤宏明が2009年、残されていた明治時代の焼き形を使って当時の製法どおり手焼きの「元祖もみぢ饅頭」を復活させ、対岸の宮島口にて「高津堂」として製造販売をしている。

#### 伊藤博文の冗談説
もみじ饅頭の起源には伊藤博文がかかわっていたという説があり、今日でも広く流布している。内容は

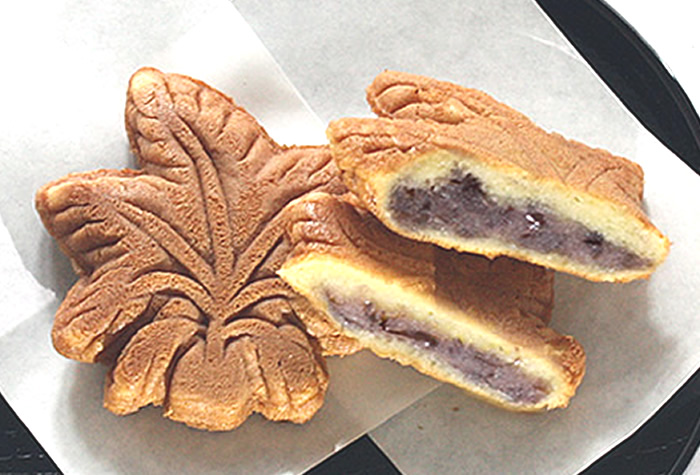
現在製造販売されている「元祖もみぢ饅頭」

というものである。伊藤は当時から厳島びいきで知られ、たびたび島に滞在していた上（厳島の項目を参照）、当時すでに総理大臣を辞して大勲位にあり、「女好きの好々爺」というイメージが民衆の間に確立していたことから、この説は広く受け入れられた。最近でも、大手もみじ饅頭メーカー（例えばやまだ屋：もみじ饅頭の由来 at the Wayback Machine (archived 2013年11月25日)）や地元の宮島観光協会（宮島観光協会：もみじ饅頭）が由来として掲げるほど親しまれている説である。実際にはそのようなエピソードの記録は公式に残っているわけではない。前述の高津常助はこのあたりの状況を熟知していると考えられるが、伊藤とのつながりを認めたことはない（ただし否定したこともない）。そのため「茶屋の娘へのお色気冗談」説は、あくまで俗説・噂にとどまる。ただし高津の和菓子屋「高津堂」は伊藤の定宿である岩惣の門前にあり、取引先の岩惣の依頼でもみじ饅頭を考案したのであって、高津と伊藤が互いを認識していた可能性はある。またマスコミや記録媒体が発達途上であったこの時代、休暇中の伊藤の冗談まですべて記録することには無理があり、この冗談もすべて創作と断じることはできない。岩惣には伊藤が1906年2月に訪れた時の写真と額が残っており、栄子の孫で岩惣の主人・岩村隆文は「伊藤公は誕生間もないもみじ饅頭を食べた『最初の一人』」と述べている。

### 第二次世界大戦以前
商標権の有効期間は当時20年間であったが、高津は権利の更新を行わなかった。このため業者間で1920年代にもみじ饅頭の意匠登録問題が発生したこともあったが、1928年に和解している。高津は職人気質で、「技や味は盗むもの」として息子で二代目の高津昇にももみじ饅頭のレシピなど一切伝えなかったという。秘伝は継承されなかったが、最初からあんは入っており、当時としては高級品の卵や蜂蜜を使用し、広島から鈍行列車で東京に持って行っても柔らかいままだったと伝えられる。昇は試行錯誤したものの求める味にたどり着かず、「親父の名前を汚したくない」としてもみじ饅頭の製造販売自体を取りやめてしまった。一方で、常助は宮島の菓子組合中長も務めていたこともあって菓子職人育成に力を注ぎ、もみじ饅頭を高津堂だけのものとせず宮島の名物になるようにという思いから、商標権も技能独占にもこだわらなかった。
当時は一つ一つを型に挟んで焼き上げる手焼きで、店や職人の腕によって大きさも品質もまちまちであった。現在も製造している業者の中では、明治末期に創業した「岩村」（現在の岩村もみじ屋）が最も古い部類に入る。岩村もみじ屋によると、岩村の主人と高津常助が一緒に岩惣にもみじ饅頭を納入していた時期もあったという。
1925年（大正15年）から翌年にかけ、「勝谷」「藤井」（現在の「藤い屋」）が製造販売を開始。この頃はまだ常助の商標権を侵害しないために名称は「宮島饅頭」「紅葉型饅頭」など様々で、なおかつ焼き型も別々であったが、大正の終わり頃にはまず名称が「もみじ饅頭」に統一された。常助の商標権が切れた1927年（昭和3年）以降、島の土産品店などでも型さえあれば製造・販売が可能になった。1932年（昭和7年）に「山田商店」（現在のやまだ屋）が、翌昭和8年に「木村屋」ほか数軒が製造開始。戦前はすべて宮島島内のみの製造販売で、製造元は全部で12軒だった。本来の意味の「元祖もみじ饅頭」である高津堂が早期に製造をやめてしまったため、複数の店舗が「元祖もみじ饅頭」を名乗る事態が現在まで続いている。
1934年（昭和9年）5月10日、高松宮宣仁親王が厳島を訪れた際、岩村もみじ屋の初代・岩村栄吉に「つぶあんはないのか」と所望した（それまでもみじ饅頭のあんはどの業者もすべてこしあんであった）。栄吉はさっそくつぶあん入りもみじ饅頭を作って献上した。このため岩村もみじ屋は「元祖つぶもみじ」を名乗っている。

### 第二次世界大戦後
戦時中は戦況の悪化で原材料の入手が困難となり、宮島のもみじ饅頭生産者5社は製造中止に追い込まれ、共同で代用食（パン）を作った。戦後の混乱期を経て宮島への観光客が再び増加しはじめるともみじ饅頭の需要も増え、徐々に知名度が上がった。日本各地の銘菓を参考に栗あん・抹茶あん入りも考案された。最大手メーカーのにしき堂は1953年（昭和28年）創業である。にしき堂の本社は広島駅近くの松原町（後に駅の反対側である東区光町に移転）であり、戦後は製造元が宮島以外というケースが増えていく。にしき堂の創業者・大谷照三が手焼きが多かった時代にプロパンガス使って焼き始め、大量生産に道を開いた。熱源は無煙炭から1955年（昭和30年）頃電気に変わり始めたが、プロパンガスによる製造が普及した。
1954年（昭和29年）、宮島でもプロパンガスの利用が始まり生産性が向上した。1961年（昭和36年）以降、もみじ饅頭製造の機械化が進展し、広島市内の業者が開発した大型焼成機によって大量生産が可能となっていく。1965年（昭和40年）頃から宮島観光が盛んになり繁忙期に売り切れになることもあった。1975年（昭和50年）には山陽新幹線が全線開業し、広島・宮島エリアの観光は質・量ともに大きく変化した。もみじ饅頭は宮島島内から出て、新幹線の車内販売や広島駅ビルの土産物コーナーにも陳列されるようになった。

### 1980年代漫才ブームで全国区へ
1980年の漫才ブームの勃興で、お笑いコンビ「B&B」のネタとして、相方の島田洋八が岡山名物として「きびだんご！」と言うと、これに島田洋七が広島名物として「モミジマンジュウ！」と、両手を使ってもみじ饅頭の形を表わすオーバーアクションで返すギャグが大流行すると、もみじ饅頭の知名度は爆発的に上がり「もみじ饅頭ブーム」が訪れた。B&Bは当時結成5年目で、ほどほどに売れてはいたが、吉本興業には人気がある先輩が多く、もう一つメジャーになれず。そこで洋七が広島出身、洋八が隣県・岡山の出身だったことから「お国自慢をギャグに出来ないか」と考えた。一度アドリブだけで漫才をしてみようと思い立ち、ステージで広島と岡山のそれぞれの自慢を言い合う展開になり、洋八が岡山名物として「ブドウ！」「モモ！」「吉備団子！」と次々挙げたが、洋七は広島の特産品が牡蠣の後、咄嗟に思い浮かばす、苦し紛れに「モミジマンジュウ！」と言ったらお客が大爆笑した。洋七は何でウケたのか分からなかったが、今まで一生懸命に考えて稽古したネタよりウケた。それで披露するごとに会場が沸きに沸き、漫才ブームを代表するギャグになった。B&Bはツービート、紳助・竜介、ザ・ぼんちらと共に漫才ブームを牽引、毎日のようにテレビに出て「モミジマンジュウ！」と連呼するため、その影響力は絶大だった。ブームに乗って売り上げは飛躍的に伸び、1984年に「チーズもみじ」が発売されたのを皮切りにカスタードクリーム入り、チョコレートクリーム入りなど多くのバリエーションが生み出された。

### 1990年代

#### ぷよまんのヒット
1990年代に大ヒットしたゲームソフト『ぷよぷよ』の開発元であるコンパイルは、広島に本社を構えていた（一時期は宮島口のある佐伯郡大野町（現廿日市市大野）に本社を構えていた）縁から、同ゲームソフトのキャラクターである「ぷよぷよ」をかたどって、もみじ饅頭製造機の焼き型とした「ぷよまん」を1994年12月3日に発売した。生地や餡に独自の工夫はあるものの、もみじ饅頭とは焼き型が異なるだけで製法は同一である。
1997年11月29日、宮島への玄関口である宮島口フェリー乗り場近くに「元祖ぷよまん本舗」を開いたのを皮切りに、同社は広島市内の本通商店街や広島駅ビル、遠くは幕張メッセでの東京ゲームショウ等に「元祖ぷよまん本舗」を構えて、自社グッズとともにぷよまんを販売した。ぷよまんは派生商品としては異例のヒット商品となったが、ぷよぷよブームの終結やコンパイルの倒産に伴い、2003年を最後に製造・販売が打ち切られたが、2023年4月29日に「ぷよまん」としての販売当時のものと同じ木型を使った商品が「ぷよぷよまんじゅう」の名で復刻され、広島県内の和菓子店「平安堂梅坪」から販売が再開された。こちらは県内の販売店やインターネット販売だけでなく、『ぷよぷよ』関連のeスポーツ会場でも販売が行われている。。
1996年（平成8年）、厳島神社のユネスコ世界遺産（文化遺産）登録や、1997年（平成9年）NHK大河ドラマ『毛利元就』の放送で宮島への来島者が急増し、もみじ饅頭の販売も伸びた。

### 現在
大手をはじめ約20社のメーカーが伝統の味を受け継ぐ一方で、趣向を凝らした新しい商品を開発している。上記のように新しい餡を開発したものの他、生地や製法にも競って新たなアイデアを取り入れており、カステラ状の生地にレーズンを織り込んでそのまま焼き上げた洋菓子風味のものや表面にチョコレートを塗ったもの、もみじ饅頭を衣につけて揚げる「揚げもみじ」やもみじ饅頭ソフトクリームなど、従来の概念を覆すような商品も登場している。ご当地キティやちいかわなど、人気漫画のキャラクターなどをパッケージに取り入れた商品も多い。食べるだけではなく、クッションやキーホルダー、ボールペン、携帯ストラップ等、関連グッズも多数発売されており、本物そっくりに再現したミニチュア模型や、もみじ饅頭を運ぶトラックのミニカーも発売されたことがある。
地元廿日市市の酒造メーカー中国醸造は2013年11月にリキュール「もみじ饅頭のお酒」を発売した。卵黄や蜂蜜を使った甘い風味のこしあんとカステラの味の酒という意外性が話題となり、予想の2倍近い売上げのヒット商品となった。2014年にはチョコレート味とクリーム味の「もみじ饅頭のお酒」も発売され、初回出荷分が即日売り切れる人気で全国紙でも報道された。
その一方で伝統的な手焼きのもみじ饅頭を店頭で職人が実演してみせる店や、観光客が手焼き体験を楽しめる店もあり、もみじ饅頭の楽しみ方そのものが多様化しているといえる。
奥田民生の50歳を祝うスペシャルライブ「ユニコーン奥田民生50祭 “もみじまんごじゅう”」と、やまだ屋のコラボ「ユニコーンもみじ饅頭」が2015年5月11日から発売されたこともある。
JR広島駅直結の商業施設「エキエ」にある「おみやげ街道」は、広島県内各地は勿論、中国・四国地方の名産約2000種類の商品が並ぶが、2025年頃から長らく売上げ首位を守ったもみじ饅頭の代わり、はっさく大福が首位に躍り出ているという。

## 主なメーカー
- 後藤製菓（公式サイト）（2017年9月25日廃業）
- おきな堂（公式サイト）（2025年5月31日廃業）
- 岩村もみじ屋（公式サイト）
- 藤い屋（公式サイト）
- やまだ屋（公式サイト）
- 博多屋（公式サイト）
- にしき堂（公式サイト）
- 香月堂
- 高津堂（公式サイト）
- 紅葉堂
- 大伸堂（公式インスタグラム）

## 宮島以外のもみじ饅頭
- 大阪府箕面市はもみじ饅頭を「特産品」としている。箕面商工会議所によると「箕面では戦前から焼いて売られているから歴史もなかなか古い[41]」という。形状・製法とも宮島のもみじ饅頭とほぼ同じだが、以前は葉を二枚重ねにしたデザインもあったという。ちなみに箕面市の木はモミジである。
- 愛知県豊田市にある紅葉の名所、香嵐渓でも「もみじ饅頭」が製造・販売されている。宮島のもみじ饅頭とほぼ同じものである。
- 山崎製パンからは全くの別物だが、「もみじまん」なるものが発売されたことがある。